# Josef Šíma
Josef Šíma, född 18 mars 1891 i Jaroměř i Böhmen, död 24 juli 1971 i Paris i Île-de-France var en tjeckisk konstnär. Han målade tidigt surrealism, medan hans verk efter andra världskriget kan beskrivas mer som abstrakt måleri. Šíma var en av medlemmarna i Devětsil, en exklusiv avantgarde-akademi för tjeckiska konstnärer. 1927 blev han fransk medborgare och Šíma bodde i Paris till sin död.